# 素馨醛
素馨醛（英語：Jasminaldehyde）是一种有机化合物，化学式为C14H18O，可用作食品香料。它可由苯甲醛和正庚醛在碱溶液（如氢氧化钠水溶液）中反应制得。它在催化下可以被氢气或三乙氧基硅烷还原，得到2-亚苄基庚醇。